# 앙드레 고르츠

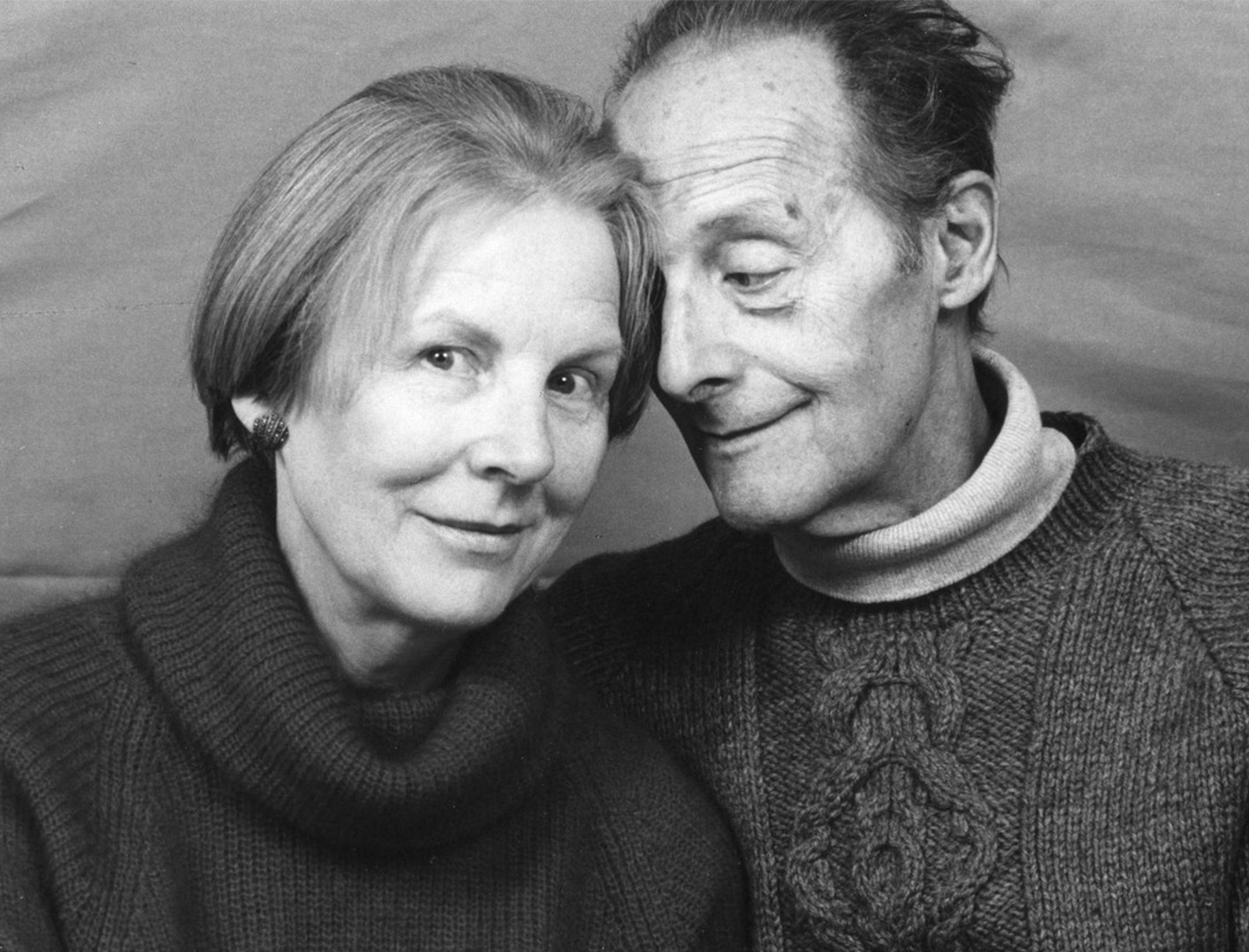

앙드레 고르츠(프랑스어: André Gorz, 1923년 2월 9일 ~ 2007년 9월 22일)는 프랑스의 철학자이다. 1923년 오스트리아의 빈의 유대인 가정에서 태어났다. 노동시장에서 최저임금의 필요성을 주장하고, 생태주의 이론을 정립했다. 2007년 죽음을 앞둔 아내와 동반자살했다.

## 저서
- D에게 보낸 편지
- 에콜로지카